# Anthurium santaritensis
Anthurium santaritensis är en kallaväxtart som beskrevs av Marcus A. Nadruz och Thomas Bernard Croat. Anthurium santaritensis ingår i släktet Anthurium och familjen kallaväxter. Inga underarter finns listade.